# Triomphe de la Divine Providence
Le Triomphe de la Divine Providence ou, sous sa forme longue, Triomphe de la Divine Providence - Pouvoir de la Famille Barberini et Apothéose de la Papauté d'Urbain VIII, est une fresque monumentale du plafond du palais Barberini, à Rome, commandée en 1632 par Urbain VIII et peinte par Pierre de Cortone (Pietro da Cortona) et ses assistants de 1633 à 1639. Il s'agit du chef-d'œuvre de Pierre de Cortone,.

## Histoire

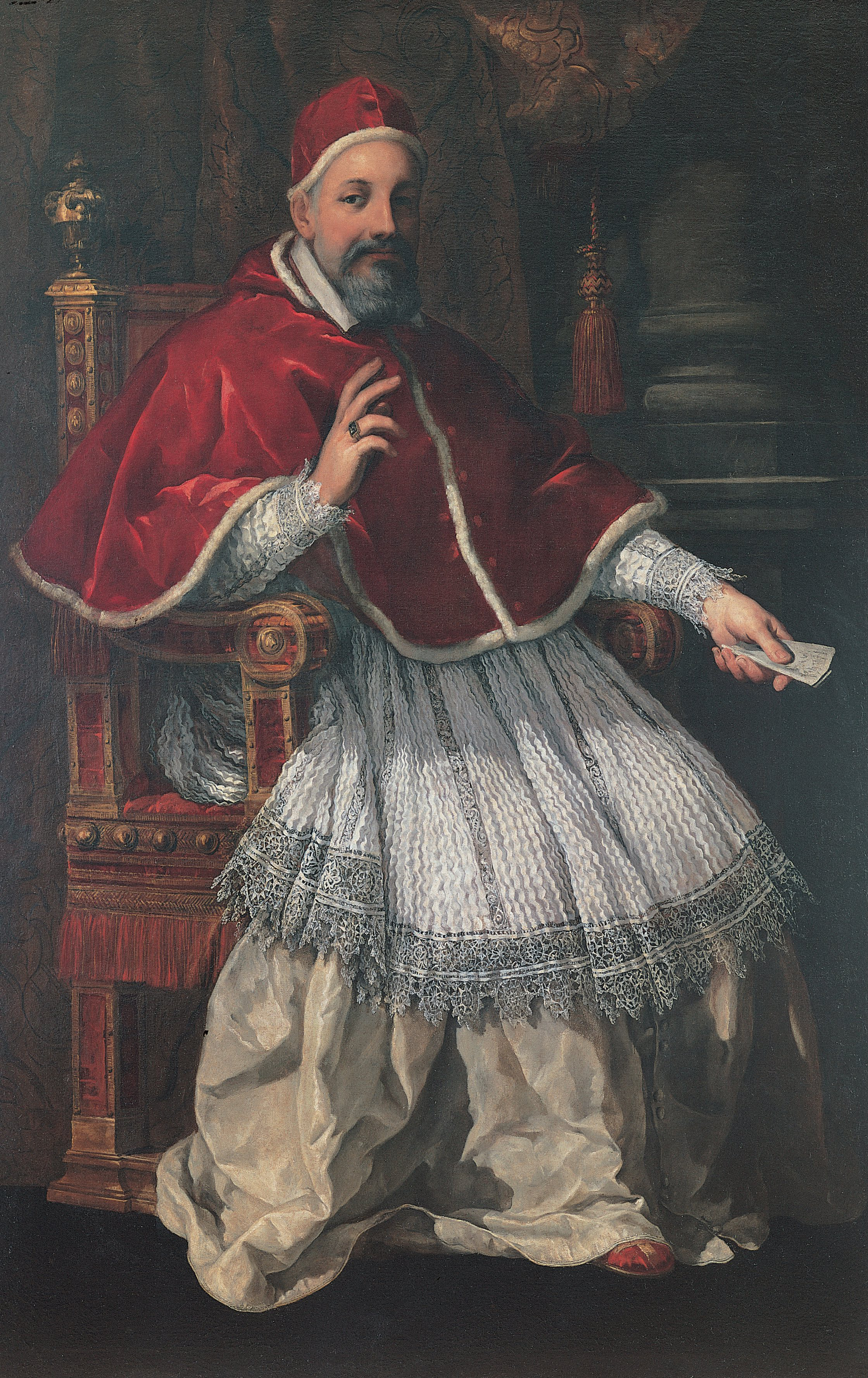
Portrait d'Urbain VIII, Pierre de Cortone (ca. 1624-1627)

Le terrain sur lequel se situe l'actuel palais appartenait auparavant à la Famille Sforza qui y avait déjà bâti, en 1549, un pazzaletto. Lorsqu'il rencontra des difficultés financières, le cardinal Alessandro Sforza se résolut à vendre la propriété inachevée à Maffeo Barberini, qui avait déjà entamé son pontificat depuis deux ans sous le nom d'Urbain VIII. Originellement, Barberini avait acheté cette propriété pour trois de ses neveux, des noms de Taddeo Barberini, Antonio Barberini et Francesco Barberini, tous des cardinaux. Forts de leur influence, les Barberini engagèrent deux des artistes les plus en vue de leur époque (un troisième, Carlo Maderno, est mort en cours de route) pour concevoir les plans de son futur palais: Francesco Borromini et Le Bernin. Le paroxysme du processus architectural revint au Bernin, qui dessina les plans pour un énorme hall de deux étages de haut et qui allait servir de pièce la plus prestigieuse du palais. À la fin des travaux en 1633, le palais Barberini (Palazzo Barberini) était considéré comme étant le bâtiment le plus élégant et le plus luxuriant de toute la noblesse italienne. 
En 1632, Francesco Barberini engage Pierre de Cortone pour peindre l'immense plafond du Grand Salone du palais Barberini. L'artiste avait déjà été introduit à la Famille Barberini lorsqu'il a peint un portrait d'Urbain VIII (Maffeo Barberini) en 1624-1627. De Cortone entame son travail juste après que Le Bernin ait fini le sien, et pendant quatre années consécutives, l'artiste et ses assistants s'affairent à peindre cet immense plafond de 336 mètres carrés. En 1637, de Cortone reçoit une commande artistique provenant de Ferdinand II de Médicis, membre influent de la puissante Famille Médicis de Florence, pour peindre deux murales dans la galerie Palatine du palais Pitti, la résidence principale des familles régnantes du grand-duché de Toscane. Il retourne par la suite à Rome et y termine la voûte qu'il avait entamée. Le Triomphe de la Divine Providence est considéré comme un point culminant du courant baroque et l'une des expressions les plus achevées des murales di sotto in sù,.

## Description
Le Triomphe de la Divine Providence est une allégorisation de l'histoire de la famille Barberini, de son pouvoir politique et spirituel, raconté à travers les gestes de plus d'une centaine de personnages. La fresque comprend quatre compartiments tous orientés vers le centre, considéré comme le cinquième compartiment. L'œuvre est souvent citée comme étant l'un des meilleurs exemples de trompe-l'œil, un genre artistique illusionniste qui consiste à faire croire au spectateur que ce qui se trouve devant lui est en trois dimensions, alors qu'il ne s'agit que d'une fresque en deux dimensions qui joue sur la perspective en allongeant des traits vers le centre. En ce sens, le Triomphe de la Divine Providence est donc une quadratura, soit une simulation de reliefs sur les surfaces planes d'une voûte qui tend à ouvrir sur un espace imaginaire et figuré.

## Sources d'inspiration
Pierre de Cortone s'est notamment référé aux Fresques de la galerie Farnèse d'Annibale Carracci comme modèle pour sa propre fresque. 

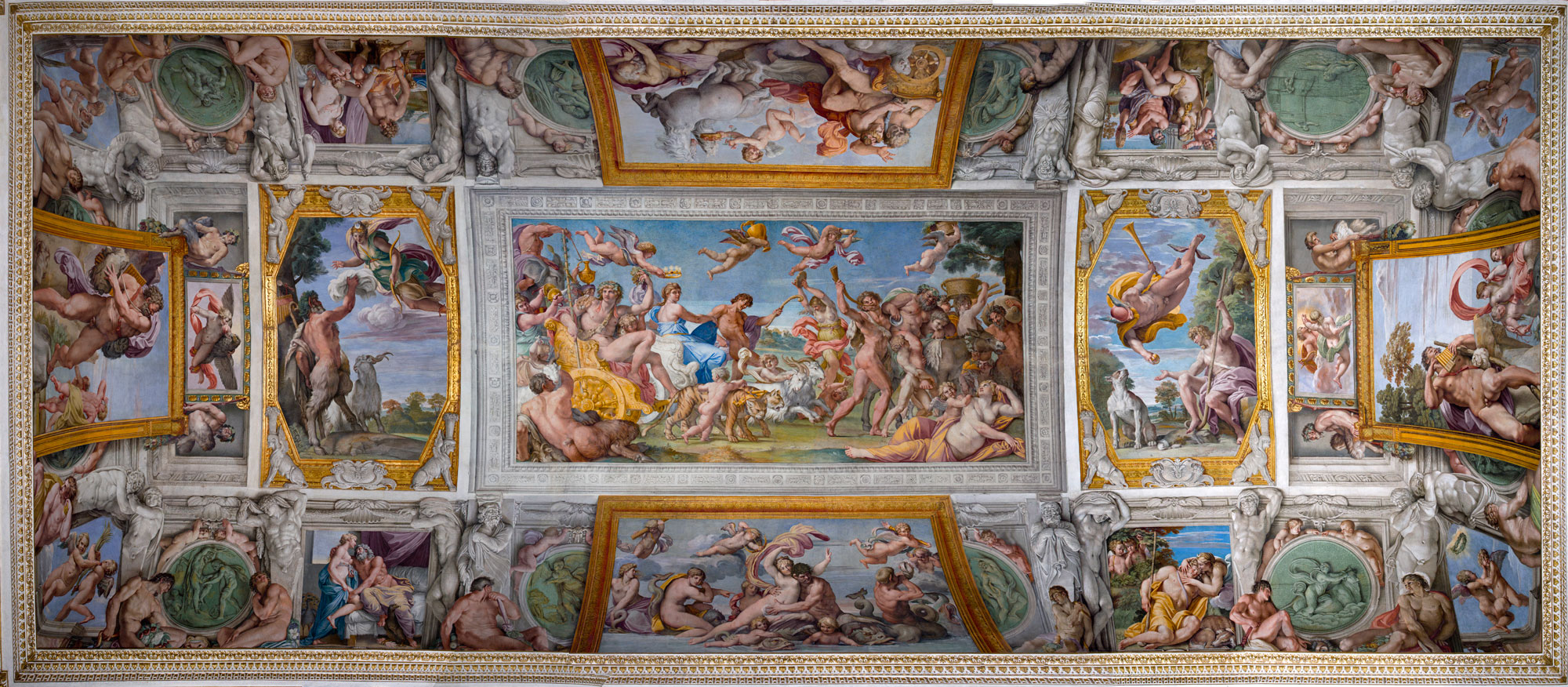
Annibal Carracci - Voûte de la Galerie Farnèse (1597 - 1606/1607)

## Galerie

Triomphe de la Divine Providence - Détails
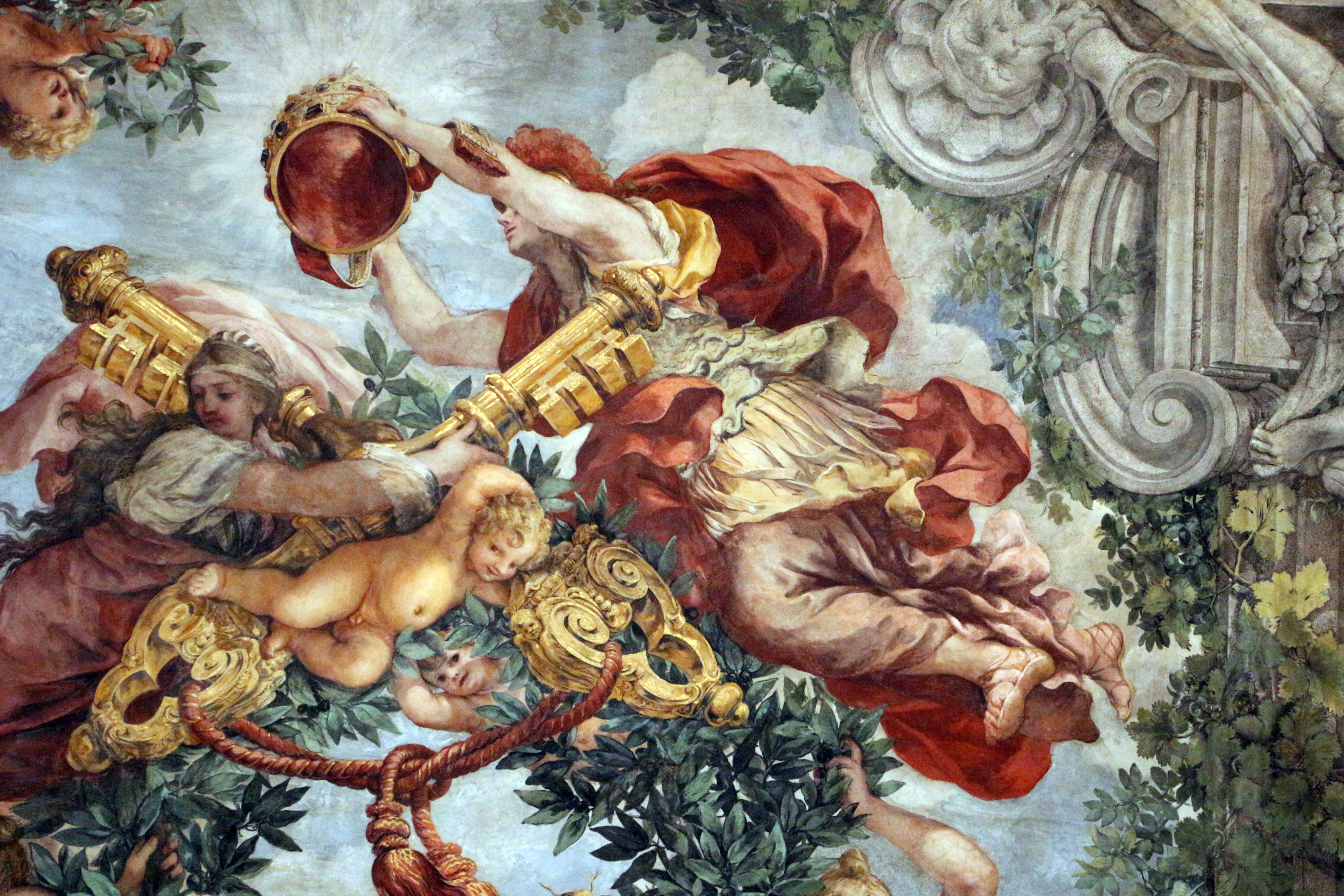
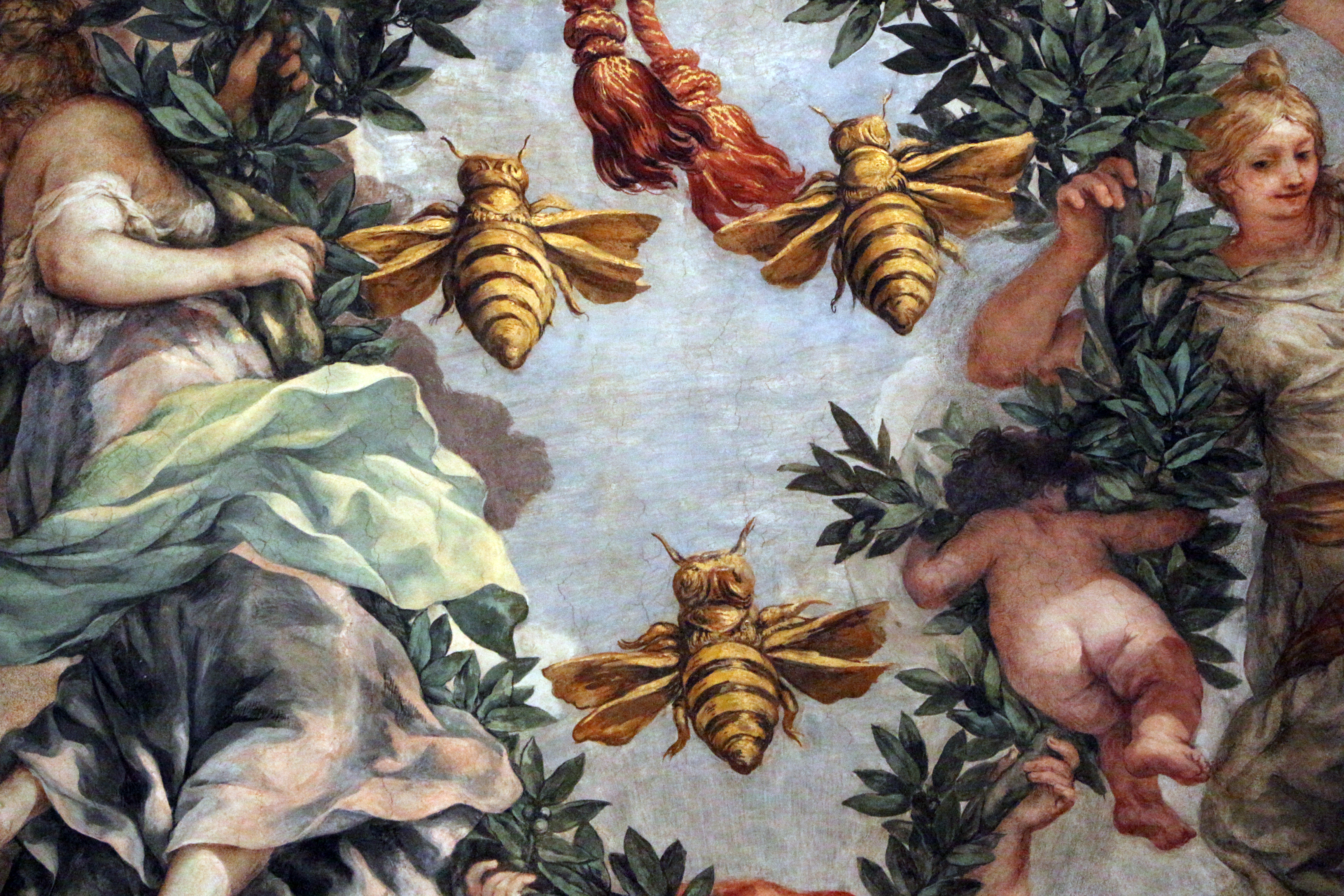
Armoiries des Barberini
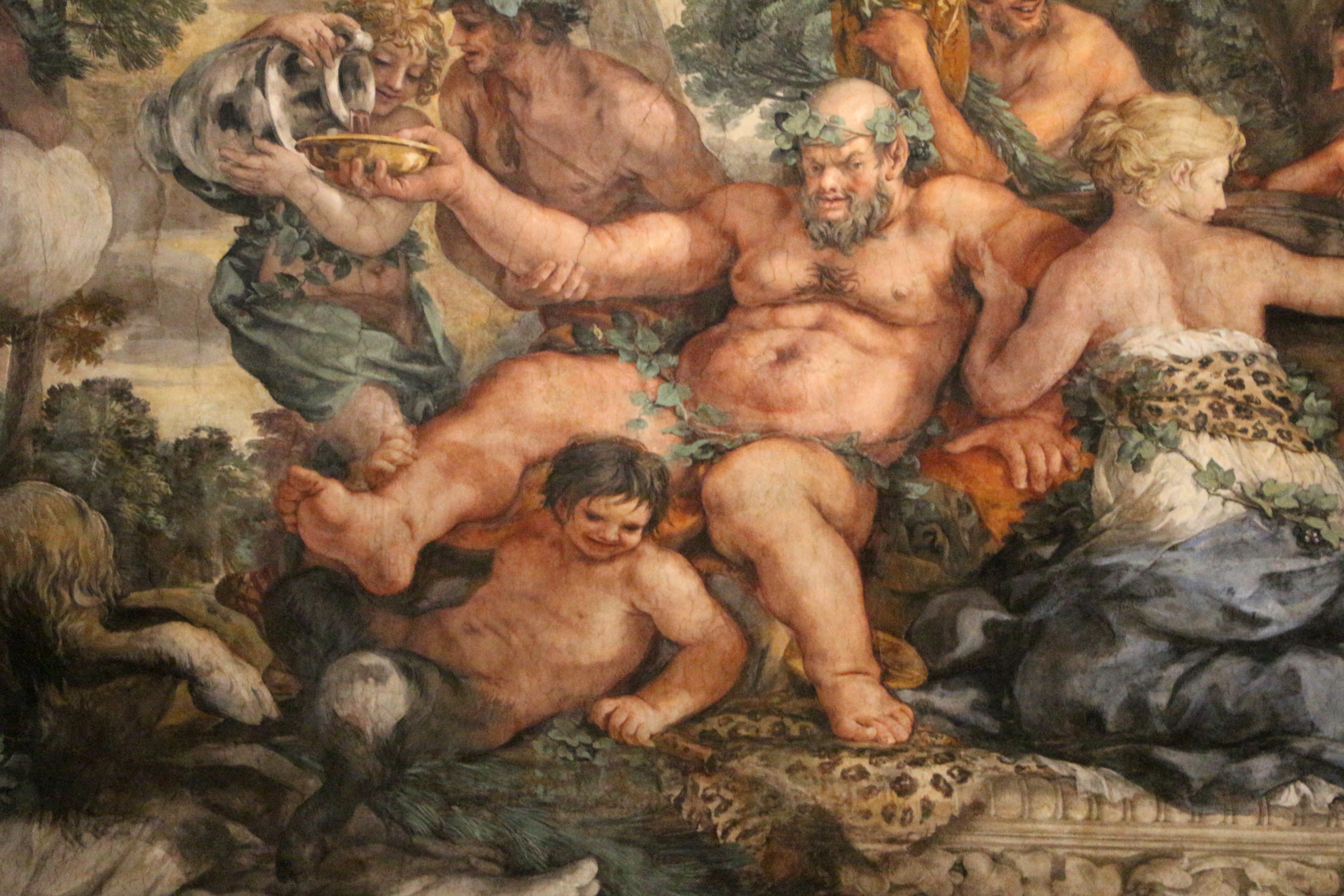
Silène
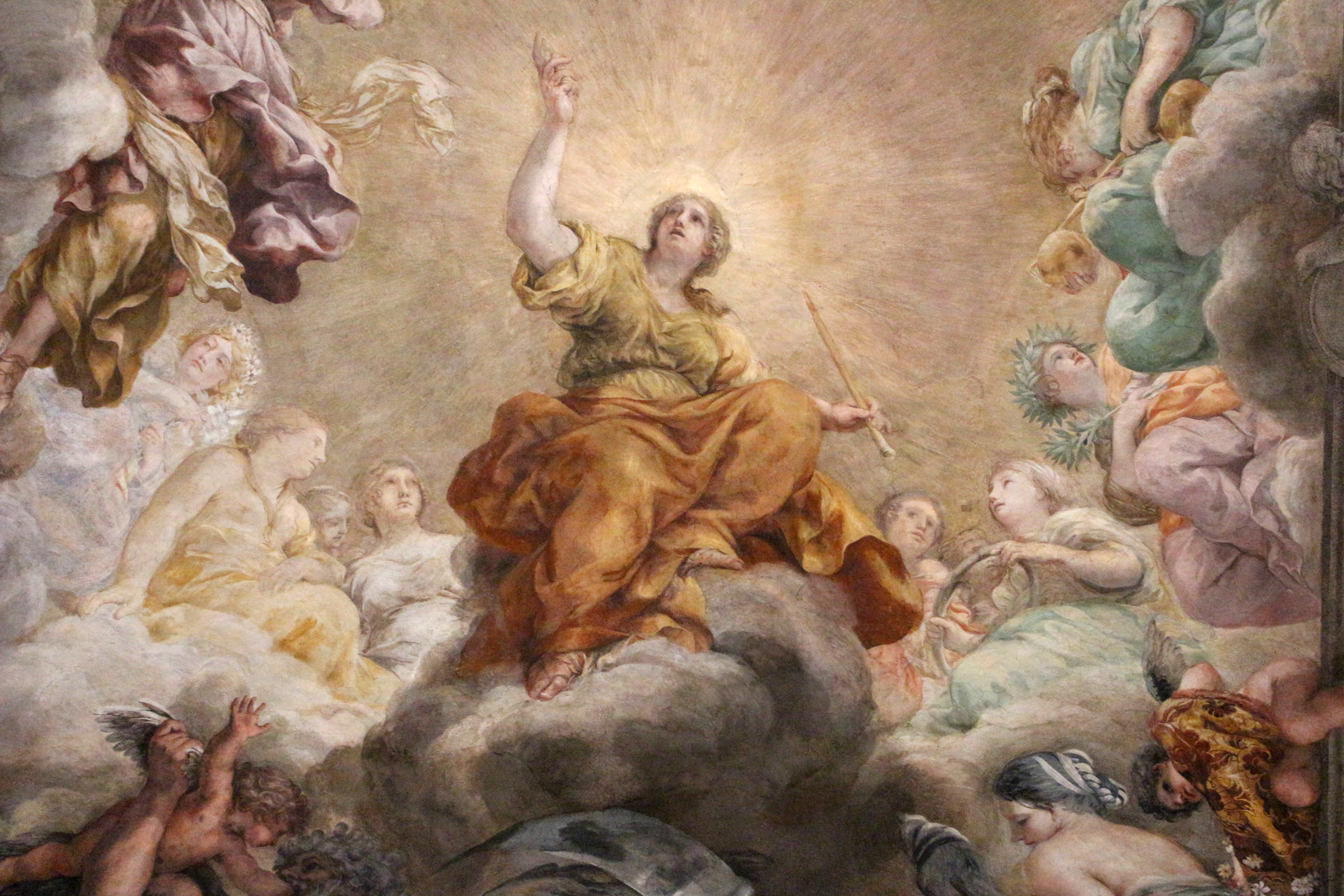
La Divine Providence
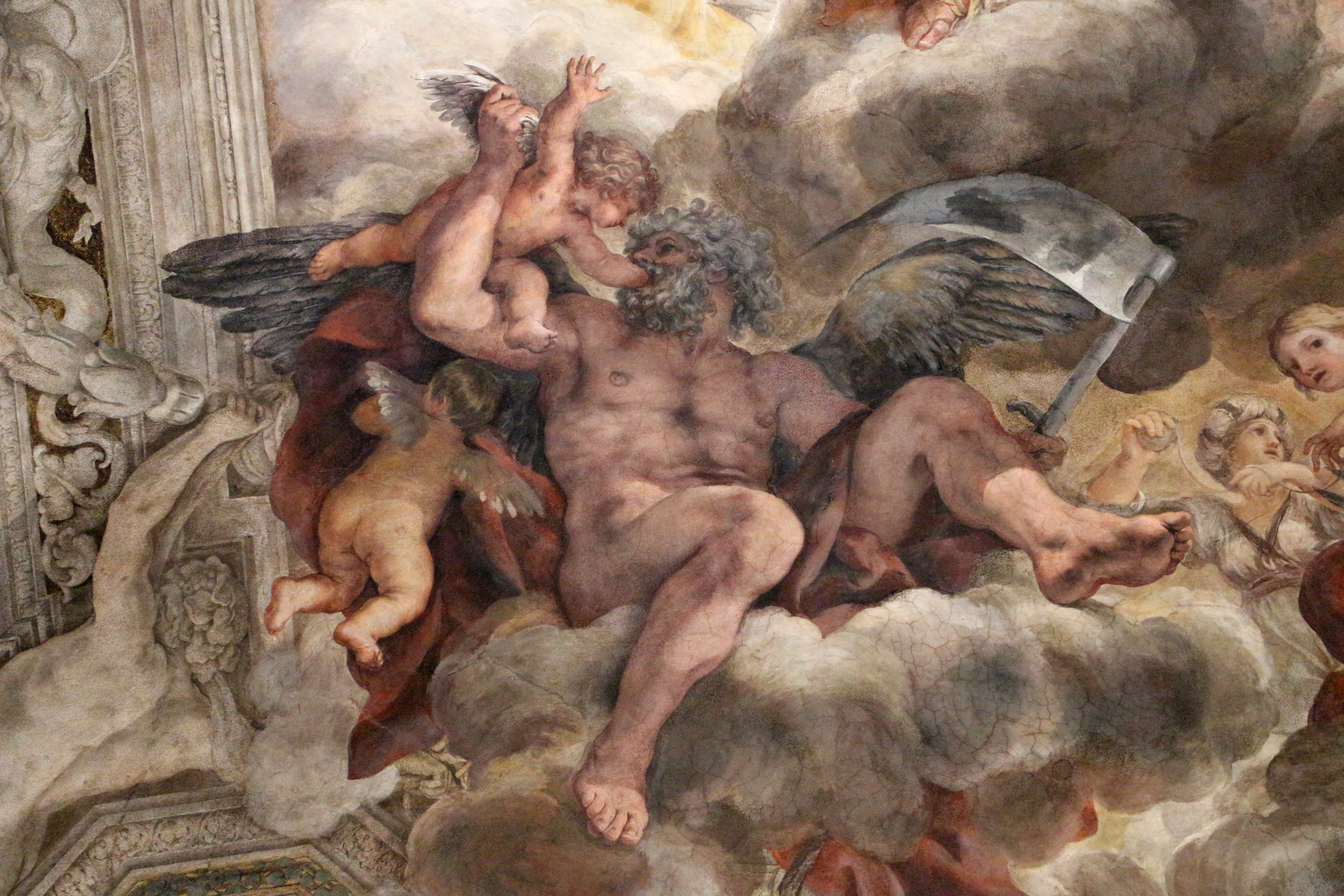
Cronos
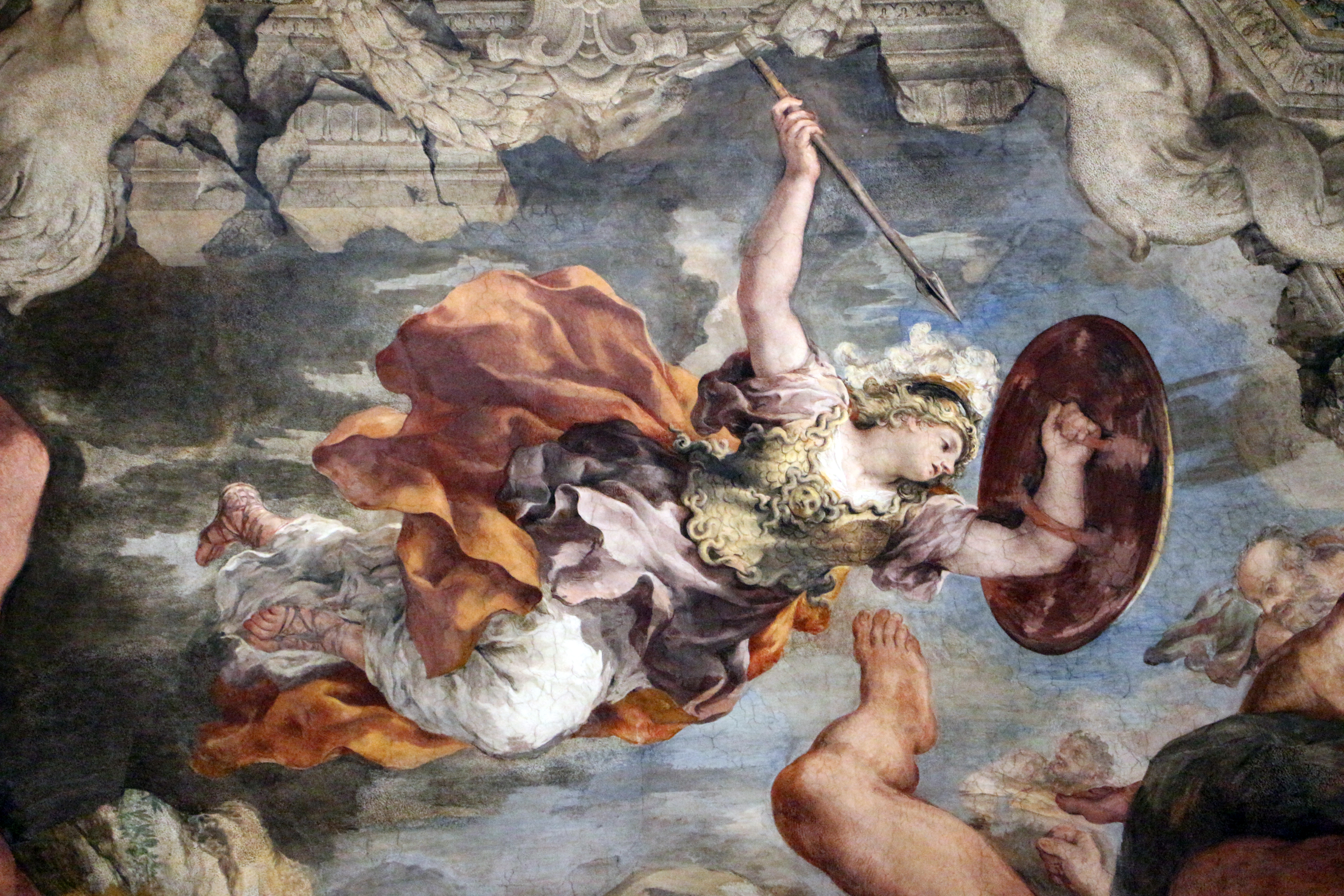
Minerve
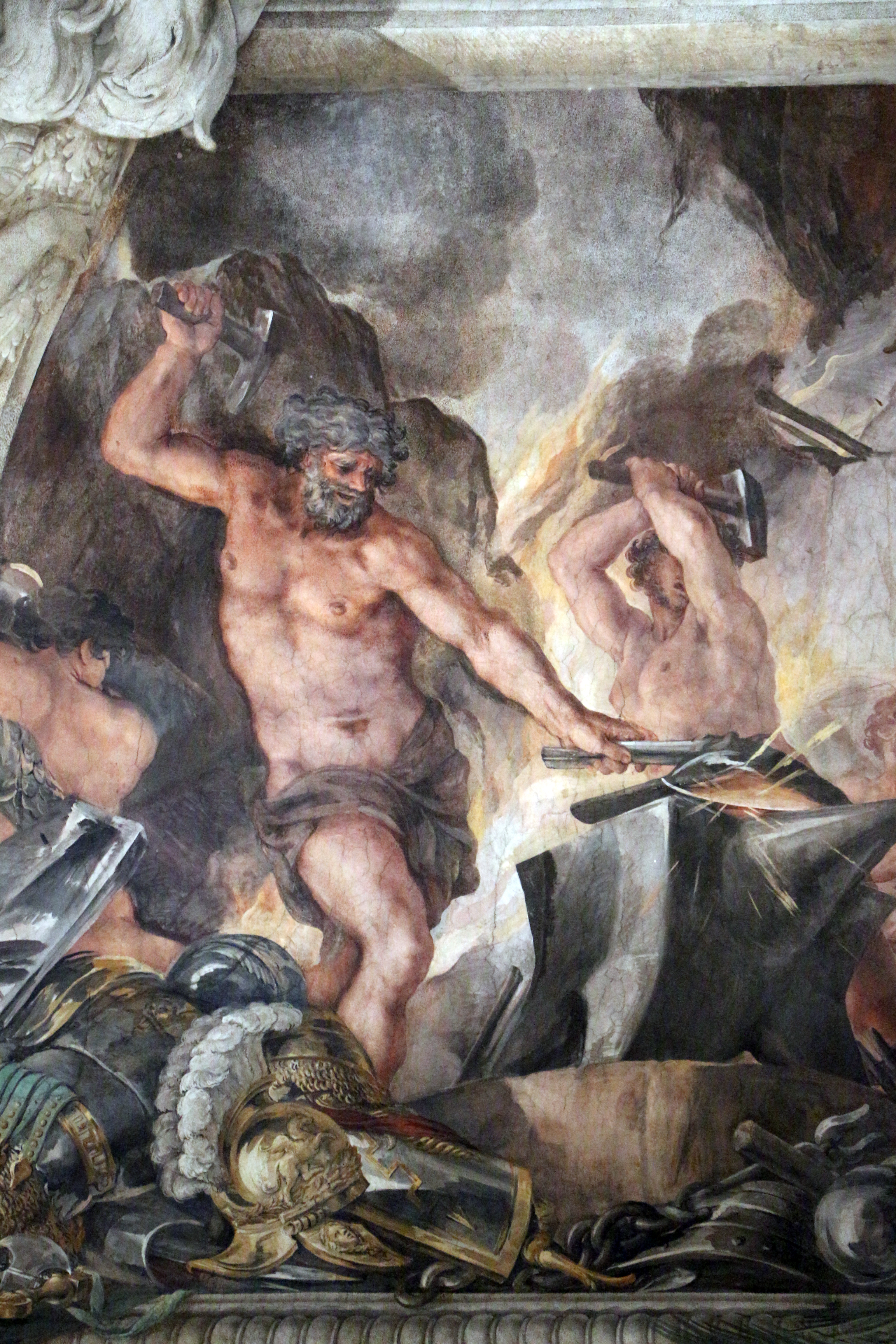
Géants forgeant des armes